# The Hunger Games: Mockingjay - Del 1
The Hunger Games: Mockingjay - Del 1 er en amerikansk science fiction-eventyrfilm fra 2014, som er instrueret af Francis Lawrence med manuskript af Peter Craig og Danny Strong. Det er den første af to film baseret på romanen Oprør, den sidste bog i The Hunger Games-trilogien, skrevet af Suzanne Collins, og den tredje fim i The Hunger Games-filmserie, produceret af Nina Jacobson og Jon Kilik og distribueres af Lionsgate. Filmens medvirkende omfatter Jennifer Lawrence, Josh Hutcherson, Liam Hemsworth, Woody Harrelson, Elizabeth Banks, Julianne Moore, Philip Seymour Hoffman, Jeffrey Wright, Stanley Tucci og Donald Sutherland. Det er efterfølgeren til The Hunger Games: Catching Fire og vil blive efterfulgt af den afsluttende film The Hunger Games: Mockingjay - Del 2 .

## Plot
Efter at være blevet reddet fra den ødelagte arena i det 75. dødsspil, er Katniss Everdeen, sammen med Beetee og Finnick Odair, taget til Distrikt 13, som er skjult under ruinerne af det gamle distrikt 13, hvor hun bliver genforenet med sin mor og søster Prim. Mens hun kommer sig, bliver hun introduceret til præsident Alma Coin, oprørslederen, og får at vide, at hendes handlinger i arenaen udløste optøjer og strejker mod Capitol. Coin spørger hende, om hun vil blive "sladredrossel" -den symbol på revolution - som en del af deres "hjerter og sind" strategi. Katniss afviser blankt, og minde vredt hende om, at de forlod Peeta Mellark, hendes portrætteret elsker og ven fra Distrikt 12 hyldest i arenaen. På forslag af Plutarch Heavensbee, den tidligere spilmester er hun taget til Distrikt 12, som blev fuldstændig jævnet med jorden af en Capitol bombekampagne (med undtagelse af husene i vinderbyen). Efter at have set, at Peeta bliver brugt af Capitols statslige tv for at forsøge at dæmpe oprøret, ændrer Katniss modvilligt hendes mening og accepterer at blive sladredrossel, på betingelse af, at Peeta og de andre sejrherrer vil blive reddet, og benådet, ved førstkommende lejlighed.
Efter at Haymitch bemærker, at Katniss trives på spontanitet, bliver hun introduceret til hendes filmhold (ledet af den undsluppen Cressida) er klædt i specieldesignet tøj, og hun får Effie Trinket som stylist og hendes nære ven Gale som bodyguard. De tager til Distrikt 8 for at besøge et hospital, men da besøget ender med at en bombeeskadrille fra Capitol ankommer og bomber hospitalet. I hendes raseri giver Katniss en inciterende tale til kameraet, der udsendes, da Beetee kaprer Capitols nyhedesflade. Holdet vender derefter tilbage til Distrikt 12, hvor Gale fortæller historien om dens ødelæggelse, og Katniss bliver filmet, hvor synger "The Hanging Tree". Efter begge ting udsendes, dræber strejkende i Distrikt 7 et helt hold af de fredsbevarende styrker med skjulte landminer, og en nedrivningshold ødelægger dæmningen, fra at give Capitol med elektricitet, tvinger dem til at bruge elværker og svække deres evne til at udsende deres propaganda.

## Medvirkende
- Jennifer Lawrence som Katniss Everdeen:

En sytten år gammel pige fra Distrikt 12 og vinder af det 74. dødsspil, bliver hun en modvillig helt og symbol på håb for nationen efter undslippe tredje kvartal Quell i Catching Fire. Om hendes karakter, sagde Lawrence: "Hun er i en anden verden. Hun vågner op i Distrikt 13 og hun skal til at tilpasse sig et helt nyt liv." Instruktøt Francis Lawrence sagde, at hendes karakter nu i forhold til tidligere filme bare "bevægede sig op" og at "hun gik i panik, og hun kan ikke sove. Hun er knap nok i stand til at holde det sammen." På sine relationer med de andre karakterer, sagde han, at Katniss "føler sig forrådt af Haymitch og Plutarch. Hun føler også fortabt uden Peeta", og at på grund af at "hun er meget, meget skrøbelig og meget, meget vred." Manuskriptforfatter Peter Craig sagde, at "alle venter på hende, i håb om at hun er i live. De er satser på hende til at ændre verden. Det er både angstprovokerende og spændende at følge hende, da hun forsøger at forstå, hvad der foregår - og tager denne nye identitet på sig uden for arenaen." Producer Nina Jacobson siger, at "følelsesmæssigt, er Katniss forrådt. Hun er en fremmed i et fremmed land. Hun ved, at mennesker søger at hende for at foretage en ændring, og det er den tid, hvor hun indser at hun ikke kan stå og gøre noget. Snow har gjort for meget. Der har været for meget bedrag, og folk Katniss elsker er i fare. Hun vil gøre, hvad det tager at holde dem sikkert."
- Josh Hutcherson som Peeta Mellark:

Fælles sejrherre i den 74. Hunger Games, er han taget til fange i slutningen af Catching Fire, og han mister sit sind efter at være blevet tortureret. Hutcherson siger, at han er "altid troet, at historien om Peeta er virkelig utroligt gennem hele serien" og at Peetas historie, "fra begyndelsen, er han sådan en sårbar ung knægt, og han bliver bogstaveligt tortureret, påført en slags PTSD-lidelse person, han bliver i Mockingjay er utroligt." Castmedlem Jeffrey Wright sagde, at han er interesseret i at se Peeta rejse "fordi han i det væsentlige, spiller en fyr, en kriger, der forsøger at beskæftige sig med PTSD og blandt andre ting."
- Liam Hemsworth som Gale Hawthorne:

Katniss bedste ven fra Distrikt 12 og nu en soldat i distrikt 13. Han er en af de få hundrede overlevende efter bombningerne i hans distrikt. Hemsworth sagde om Gales rolle i forhold til de tidligere film, at "Jeg mener Gale har hovedparten af hans ting i tredje bog, og det er, når du får at se ham stå op til det hele. Du ser stumper og stykker af det gennem de to første [bøger], af hvor lidenskabelige han er om det, og han får lov til at synke tænderne i den tredje. Gale er en stor del af opstanden"
- Woody Harrelson som Haymitch Abernathy:

En midaldrende mand og alkoholiker, han er en af de kun tre sejrherrer fra Distrikt 12. Nu under kommando af Distrikt 13, er han tvunget til at gå under afvænning, da de ikke tillader indtagelse af alkohol. Han mister Katniss' tillid efter at bryde sit løfte om at redde Peeta.